# Gasterophilidae
Gasterophilidae är en familj av tvåvingar som beskrevs av Girschner 1896. Gasterophilidae ingår i ordningen tvåvingar, klassen egentliga insekter, fylumet leddjur och riket djur.
Familjen innehåller bara släktet Gasterophilus.